# Comuna Daneș, Mureș
Daneș (în maghiară: Dános, în germană: Dunesdorf) este o comună în județul Mureș, Transilvania, România, formată din satele Criș, Daneș (reședința), Seleuș și Stejărenii.

## Demografie
Componența etnică a comunei Daneș
     Români (66,73%)
     Romi (18,26%)
     Germani (1,37%)
     Maghiari (1,27%)
     Alte etnii (0,08%)
     Necunoscută (12,29%)
Componența confesională a comunei Daneș
     Ortodocși (78,41%)
     Penticostali (4,51%)
     Reformați (1,14%)
     Alte religii (3,29%)
     Necunoscută (12,65%)
Conform recensământului efectuat în 2021, populația comunei Daneș se ridică la 4.743 de locuitori, în scădere față de recensământul anterior din 2011, când fuseseră înregistrați 4.874 de locuitori. Majoritatea locuitorilor sunt români (66,73%), cu minorități de romi (18,26%), germani (1,37%) și maghiari (1,27%), iar pentru 12,29% nu se cunoaște apartenența etnică. Din punct de vedere confesional, majoritatea locuitorilor sunt ortodocși (78,41%), cu minorități de penticostali (4,51%) și reformați (1,14%), iar pentru 12,65% nu se cunoaște apartenența confesională.

## Politică și administrație
Comuna Daneș este administrată de un primar și un consiliu local compus din 15 consilieri. Primarul, Valeriu Hundorfean[*], de la Partidul Social Democrat, este în funcție din 1 noiembrie 2024. Începând cu alegerile locale din 2024, consiliul local are următoarea componență pe partide politice:
|  | Partid                          | Consilieri | Componența Consiliului | Componența Consiliului | Componența Consiliului | Componența Consiliului | Componența Consiliului | Componența Consiliului | Componența Consiliului |
|  | ------------------------------- | ---------- | ---------------------- | ---------------------- | ---------------------- | ---------------------- | ---------------------- | ---------------------- | ---------------------- |
|  | Partidul Social Democrat        | 7          |                        |                        |                        |                        |                        |                        |                        |
|  | Partidul Național Liberal       | 7          |                        |                        |                        |                        |                        |                        |                        |
|  | Alianța pentru Unirea Românilor | 1          |                        |                        |                        |                        |                        |                        |                        |

## Atracții turistice
- Biserica fortificată din satul Daneș
- Biserica fortificată din satul Seleuș
- Biserica evanghelică din Criș